# Schwertzellscher Burgsitz
Der Schwertzellsche Burgsitz ist ein abgegangener Burgsitz in der Ortsmitte von Schrecksbach im Schwalm-Eder-Kreis in Hessen. Er befand sich an der Stelle des heutigen Gemeindezentrums, das noch Teile der Mauerreste enthält.
Im Jahre 1750 gehörten zum Schwertzellschen Burgsitz 267 Kasseler Acker Land, ca. 160 Acker Wiesen, 15 Acker Gärten und 468 Acker Wald; 1885 umfasste der Gutsbezirk 221 Hektar, davon 71 ha Ackerland, 37 ha Wiesen und 11 ha Waldung.